# Sainte Catherine d'Alexandrie (Raphaël)
Pour les articles homonymes, voir Sainte Catherine d'Alexandrie (homonymie).
Sainte Catherine d'Alexandrie  est une peinture religieuse de Raphaël (dimensions : 71 × 55 cm) probablement peinte vers  1507, conservée au National Gallery à Londres.

## Histoire
Le tableau a été peint vers 1507-1509, vers la fin du séjour florentin  ou le début du romain et montre le style de l'artiste, encore jeune, dans une phase transitoire.
De nombreuses hypothèses ont été émises quant au destin du tableau entre les années 1520 et 1620 : Pierre l'Arétin rapporte, que durant son séjour romain, qui prend fin vers 1524-1525, il est en possession d'un tableau représentant la sainte peintre par Raphaël d'Urbain, et qu'il aurait présenté ce tableau à Catherine de Médicis en 1550 ; par la suite, L'Arétin, installé à Venise, aurait montré ce même tableau à Agosto d’Adda, un banquier milanais. En 1530, L'Arétin est l'auteur d'une biographie de la sainte, intitulée Vita di Santa Caterina vergine e martire, publiée sous le pseudonyme de « Partenio Etiro ». S'agit-il du même tableau ? Rien ne permet de l'affirmer avec certitude.
Par la suite, il est dans les collections de la famille Crescenzi, comme en témoigne un sceau présent au dos du tableau, qui atteste que le possesseur est un cardinal. L'acheteur semble avoir été Pier Paolo Crescenzi, devenu cardinal en 1611, mais rien n'est certain : le tableau n'était-il pas plus tôt dans cette famille, aux mains d'un autre cardinal, Marcello Crescenzi (1500-1552) ? Le doute demeure. En revanche, entre les années 1620 et pas plus tard qu'au début des années 1630, il est bien identifié dans les collections du cardinal Scipione Caffarelli-Borghese, lors d'un inventaire effectué en 1621, le cardinal, par ailleurs en lien d'affaires avec  Crescenzi, le garde encore en sa possession au moins jusqu'en 1632. Son neveu, Marcantonio II Borghese en hérite de façon certaine. Il demeure dans la famille Borghese jusqu'au moment de l'invasion par les armées de Bonaparte. Durant cette période de grande incertitude, le tableau se retrouve entre les mains d'un marchand britannique, Alexander Day (1773–1841), résidant à Rome au moins jusqu'en 1815, et le restaurateur de tableau Pietro Camuccini (1760–1833) : tous deux forment un partenariat afin de trouver un acheteur potentiel et permettre à son propriétaire de trouver des liquidités. L'opération aboutit vers 1800, quand Giovanni Battista Borghese Aldobrandini (mort en 1802) se résigne à vendre son tableau : il prend la route de Londres et finit dans les collections de John Rushout, 2d baron Northwick (1769–1859). Ce dernier se décide à le vendre en 1823 par le biais du marchand John Smith (1781–1855), à William Thomas Beckford pour la somme de 2 615 livres sterling le 26 janvier 1824.
Le 2 mars 1839, Beckford vend le tableau à la National Gallery pour une somme estimée à 4 000 guinées.

## Thème
Catherine d'Alexandrie est représentée avec les attributs de son martyre : la roue dentée de son supplice.

## Description
Sainte Catherine est en extase, le regard dirigé vers la lumière céleste, appuyée sur la  roue de son martyre. Les bras et les vêtements sont peints par des traits longs et courbes, donnant un rythme sinueux au personnage.
Un paysage lacustre est peint en arrière-plan.

## Analyse et style
La représentation de la passion religieuse, la torsion et la pose de la  sainte rappelle simultanément le Pérugin et Léonard de Vinci  par la pose gracieuse de Catherine en contrapposto et par le dynamisme de la composition rappelant la peinture égarée de Léonard Léda et le Cygne. 

### Attribution à Raphaël
L'attribution à Raphaël est certaine ; en effet, il existe un dessin préparatoire avec des piqûres de transfert qui est conservé au musée du Louvre.

## Hommages
Cette peinture a inspiré le groupe de rock américain The Smashing Pumpkins pour la couverture de son troisième album, Mellon Collie and the Infinite Sadness.